# 작은양털관박쥐
작은양털관박쥐(Rhinolophus sedulus)는 관박쥐과에 속하는 박쥐의 일종이다. 브루나이와 인도네시아, 말레이시아에서 주로 발견된다.

## 특징
작은 박쥐로 전완장은 38~45mm이고 꼬리 길이는 22~25mm이다. 귀 길이는 21~24mm, 몸무게는 최대 11g이다.